# 蒙比佐
蒙比佐（法語：Montbizot，法語發音：[mɔ̃bizo]）是法国萨尔特省的一个市镇，属于勒芒区。

## 地理
蒙比佐（48°8'50"N, 0°10'57"E）面积11.38 平方千米，位于法国卢瓦尔河地区大区萨尔特省，该省份为法国西北部内陆省份，北起顺时针与奥恩省、厄尔-卢瓦省、卢瓦-谢尔省、安德尔-卢瓦尔省、曼恩-卢瓦尔省和马耶讷省接壤，是法国大西部的入口，连接卢瓦尔河谷、布列塔尼和巴黎盆地。
与蒙比佐接壤的市镇（或旧市镇、城区）包括：泰耶、苏耶、苏利涅苏巴隆、巴隆-圣马尔、拉吉耶尔什、萨尔特河畔圣雅姆、圣让达塞。

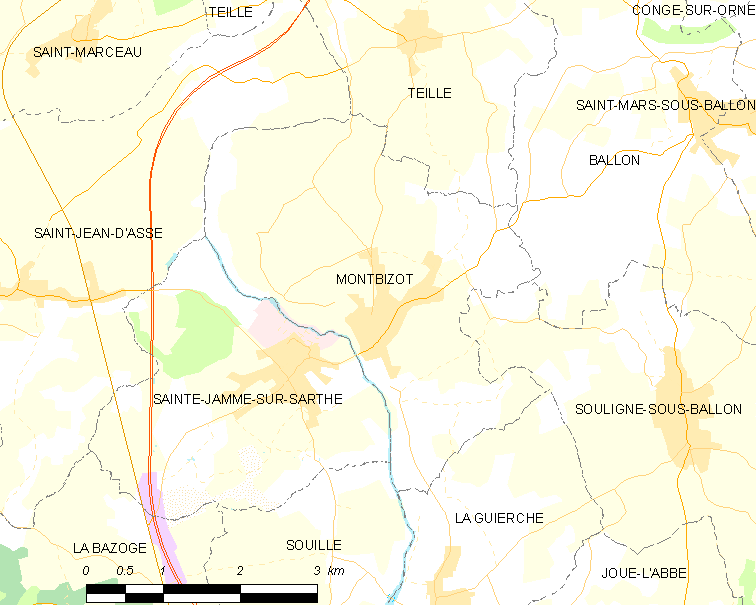
蒙比佐的OSM定位图

蒙比佐的时区为UTC+01:00、UTC+02:00（夏令时）。

## 行政
蒙比佐的邮政编码为72380，INSEE市镇编码为72205。

## 政治
蒙比佐所属的省级选区为博内塔布勒县。

## 人口

1962-2008年间蒙比佐人口变化图示

蒙比佐于2022年1月1日时的人口数量为1833人。